# پادگان التنف
التنف یا پادگان التنف (ATG), یک پایگاه نظامی آمریکایی در بخش اشغال شده توسط آمریکا در استان حمص سوریه است که در ۲۴ کیلومتری غرب گذرگاه مرزی التنف در صحرای سوریه واقع شده است. منطقه عدم درگیری اطراف، در امتداد عراق و مرز اردن و سوریه قرار دارد. این پادگان، در امتداد جاده‌ای مهم، به نام بزرگراه ام‌تو بغداد-دمشق واقع شده است.

## قانونی بودن
دولت سوریه حضور نظامی آمریکا در التنف را غیرقانونی و «حضور سربازان ترک و آمریکایی بر قلمرو خود را همچون یک تجاوز تلقی می‌کند و خواستار عقب‌نشینی فوری و بی‌قید و شرط نیروهای خارجی از قلمرویش است.» دولت‌های ایران، روسیه و چین علناً از موضع دولت سوریه حمایت و به‌طور مرتب از حضور آمریکا در جنوب شرقی سوریه انتقاد کرده‌اند. وزیر امور خارجه چین از ایالات متحده خواسته است که «به حاکمیت، استقلال و تمامیت ارضی سایر کشورها احترام بگذارد، بی‌درنگ به اشغال غیرقانونی و غارتگری نیروهای خود در سوریه پایان دهد.» در نامه‌ای در فوریه ۲۰۱۸ ایالات متحده اشغال این منطقه را با استناد به دکترین دفاع جمعی به عنوان اقدامی لازم برای دفاع از عراق، خود ایالات متحده و سایر کشورها در برابر داعش و سایر گروه‌های تروریستی فعال توجیه کرد.
ایالات متحده پایگاه التنف را مقابله با نفوذ باقی‌مانده ائتلاف روسیه-سوریه-ایران-عراق در منطقه خوانده است. بعدها در نوامبر ۲۰۱۹ دونالد ترامپ رئیس‌جمهور ایالات متحده اظهار داشت که نیروهای آمریکایی «فقط برای نفت» در سوریه هستند.
پس از اعلام خروج نیروهای آمریکایی از سوریه، جان بولتون مشاور امنیت ملی ایالات متحده در اوایل سال ۲۰۱۹ گفت که عملیات ایالات متحده در منطقه التنف به عنوان بخشی از تلاش ایالات متحده برای مقابله با «نفوذ ایران» در سوریه ادامه خواهد یافت. در ۲۸ ژانویه ۲۰۱۹ ایمن الصفدی وزیر امور خارجه اردن احتمال تصرف کنترل التنف توسط نیروهای اردنی پس از خروج نیروهای زمینی آمریکا از سوریه را رد کرد. الصفدی گفت: «التنف در آن سوی مرز اردن است. همان‌طور که گفتم اردن از مرز خود عبور نخواهد کرد. ما تمام اقدامات لازم را برای محافظت از امنیت خود انجام خواهیم داد… اما ترتیبات در آن سوی مرز پس از خروج باید مورد توافق همه طرف‌ها باشد و آنها باید ایمنی و امنیت منطقه را تضمین کنند.»

## تأسیس
در ماه مه ۲۰۱۵ شبه نظامیان دولت اسلامی (داعش) ایست بازرسی مرزی در التنف را تصرف کردند و بدین ترتیب کنترل کامل مرز عراق و سوریه را به دست گرفتند. گروه شورشی ارتش جدید سوریه تحت حمایت ایالات متحده در اوایل مارس ۲۰۱۶ پایگاه التنف را در سمت سوریه مرز تصرف کرد و در اوایل اوت، ایست بازرسی الولید در سمت عراق مرز توسط شبه نظامیان قبیله‌ای طرفدار دولت عراق که توسط نیروهای تحت رهبری ایالات متحده حمایت می‌شدند، بازپس گرفته شد. در اوت ۲۰۱۶ بی‌بی‌سی عکس‌هایی را که در ژوئن همان سال گرفته شده بود منتشر کرد که به گفته آن سربازان نیروهای ویژه بریتانیا را در حال محافظت از محیط پایگاه التنف نشان می‌داد. در مارس ۲۰۱۷ ارتش تکاوران انقلاب (جانشین ارتش جدید سوریه) گذرگاه مرزی را بازگشایی کرد و تردد غیرنظامیان بین مرزی را از سر گرفت. گفته می‌شود گروهی که به عنوان ارتش قبایل عراق شناخته می‌شود، کنترل سمت عراق گذرگاه را در دست داشتند.
در آوریل-مه ۲۰۱۷ گزارش شد که نیروهای آمریکایی (گروه پنجم نیروهای ویژه) در حال آموزش شورشیان سوری در التنف هستند.